# 알에이비
알에이비(본명: 지성준, 池聖俊, 1994년 10월 08일~)는 대한민국의 가수이자 작사가, 작곡가, 예술가다.
Ray는 예술에서 진실과 창의성을 밝혀주는 빛처럼, 영감을 주고 새로운 시각을 열어준다는 의미로 해석할 수 있다. 
B 앞서 언급한 Beyond의 개념,"빛을 비추며 경계를 넘어서는 예술"을 전한다는 의미로 작용한다.
Ray B를 알에이비로 읽는 방식은 발음에 한국적인 요소를 넣어 부드럽고 친근하게 만든 것이다.
알에이비는 Ray B의 개별 글자를 영어 발음 그대로 읽는 것이 아니라, 그 글자들을 한국식으로 자연스럽게 연결하여 만들어진 독특한 표기 방식이다.
이렇게 함으로써 영어적인 느낌을 지키면서도 한국어 발음에 익숙하게 들리도록 했다고 한다.

## 학력
- 전곡고등학교 (졸업)
- 신한대학교 공연예술학 작곡과 (졸업)
- 세종대학교 융합예술대학원 문화예술경영 (석사)

## 경력
- 2022년 7월15일 한국미술협회 회원

## 생애
- 알에이비(지성준)은 1994년 10월 8일 대한민국 경기도 동두천시 생연동에서 태어나고 성장했다. 그는 1남 2녀 중 막내로 태어났다.